# Le Petit-Mercey
Le Petit-Mercey è un comune francese di 118 abitanti situato nel dipartimento del Giura nella regione della Borgogna-Franca Contea.

## Società

### Evoluzione demografica
Abitanti censiti